# Acanthocephalus lucidus
Acanthocephalus lucidus är en hakmaskart som beskrevs av Van Cleve 1925. Acanthocephalus lucidus ingår i släktet Acanthocephalus och familjen Echinorhynchidae. Inga underarter finns listade i Catalogue of Life.